# Melouia
Melouia is een geslacht van vlinders van de familie van de grasmotten (Crambidae), uit de onderfamilie van de Glaphyriinae. De wetenschappelijke naam van dit geslacht is voor het eerst voorgesteld door David John Lawrence Agassiz in een publicatie uit 2022.

## Soorten
- M. aspidophoralis D. J. L. Agassiz, 2022
- M. krooni D. J. L. Agassiz, 2022